# Kolodezni (Novi Oskol)
|  | Per a altres significats, vegeu «Kolodezni». |

Kolodezni - Колодезный (rus) - és un poble (un khútor) de l'óblast de Bélgorod, a Rússia. El 2010 tenia 97 habitants. Pertany al districte (raion) de Novi Oskol.